# Динаджпур (округ, Бангладеш)
Динаджпур (бенг. দিনাজপুর জেলা, англ. Dinajpur District) — округ на северо-западе Бангладеш, в области Рангпур. Образован в 1786 году. Административный центр — город Динаджпур. Площадь округа — 3438 км².
По данным переписи 2001 года население округа составляло 2 617 942 человека. Уровень грамотности взрослого населения составлял 27,4 %, что значительно ниже среднего уровня по Бангладеш (43,1 %). Религиозный состав населения: мусульмане — 76,65 %, индуисты — 20,58 %, христиане — 0,80 %.

## Административно-территориальное деление
Округ состоит из 13 подокругов (upazilas).
Подокруга (центр)
1. Бирампур (Бирампур)
2. Биргандж (Биргандж)
3. Бирал (Бирал)
4. Бочагандж (Бочагандж)
5. Чирирбандар (Чирирбандар)
6. Пхулбари (Пхулбари)
7. Гхорагхат (Гхорагхат)
8. Хакимпур (Хакимпур)
9. Кахароле (Кахароле)
10. Кхансама (Кхансама)
11. Динаджпур-Садар (Динаджпур)
12. Навабгандж (Навабгандж)
13. Парбатипур (Парбатипур)